# Шумилин, Александр Геннадьевич
Александр Геннадьевич Шумилин (бел. Александр Геннадьевич Шумилин, 16 мая 1971, Куровщина, Берёзовский район, Брестская область, БССР, СССР) — белорусский государственный деятель.

## Биография
Родился в 1971 году в деревне Куровщина Берёзовского района Брестской области.
В 1993 году окончил Белорусскую государственную политехническую академию.
После завершения учёбы работал инженером кафедры Белорусской государственной политехнической академии. В 1993-1996 годах — аспирант.
В 1997—2008 годах — ассистент, старший преподаватель, доцент, заведующий кафедрой Белорусского национального технического университета.
Октябрь—ноябрь 2008 года — проректор по учебной работе Республиканского института инновационных технологий Белорусского национального технического университета.
В 2008—2010 годах — главный советник аппарата Совета министров Республики Беларусь.
В 2010—2011 годах — профессор кафедры государственного строительства Института государственной службы Академии управления при Президенте Республики Беларусь.
В 2011—2012 годах — заведующий кафедрой государственного строительства Института государственной службы Академии управления при Президенте Республики Беларусь.
В 2012-—2013 годах — директор Белорусского инновационного фонда.
С 15 октября 2013 года — председатель Государственного комитета по науке и технологиям Республики Беларусь. 16 октября 2015 года постановлением Совета Министров № 870 в составе Правительства сложил свои полномочия перед вновь избранным Президентом Республики Беларусь, а 17 декабря 2015 года указом Президента № 500 вновь утвержден на посту председателя комитета. Занимал эту должность до декабря 2021 года.
Доктор экономических наук, доцент.

## Награды и звания
- Орден Дружбы (19 октября 2022 года, Россия) — за заслуги в укреплении научно-технического сотрудничества между Российской Федерацией и Республикой Белоруссия[7].
- Медаль «За вклад в создание Евразийского экономического союза» 2 степени (8 мая 2015 года, Высший совет Евразийского экономического союза)[8].